# Métrica (redes de computadores)
Métricas de roteamento são métricas utilizada por um roteador para tomar decisões de roteamento. Uma métrica é normalmente um dos muitos campos em uma tabela de roteamento.
Métricas são usadas para determinar se uma rota deve ser escolhido em detrimento de outro. A tabela de roteamento armazena as rotas possíveis, enquanto o estado de ligação ou bancos de dados topológicos também podem armazenar todas as outras informações. Por exemplo, o Protocolo de Informações de Roteamento usa hopcount (número de saltos) para determinar a melhor rota possível. A rota vai em direção do gateway com a métrica mais baixa. A direção com a métrica mais baixa pode ser um gateway padrão.
Métricas de roteamento podem conter qualquer número de valores que ajudam o roteador determinar a melhor rota entre várias rotas para um destino. Uma métrica de roteador, normalmente, com base em informações como caminho de comprimento, largura de banda, carga, contagem de saltos, um caminho de custo, atraso, a unidade máxima de transmissão (MTU), de confiabilidade e de comunicações de custo.